# 洛斯紹塞斯

洛斯紹塞斯（西班牙語：Los Sauces），是智利的城鎮，位於該國南部阿勞卡尼亞大區的馬雷科省，始建於1874年12月28日，面積849.8平方公里，海拔高度153米，2012年人口7,169人，人口密度每平方公里8.4人。
37°58′S 72°50′W / 37.967°S 72.833°W